# Kis-Nyárád
A Kis-Nyárád patak Maros megyében, Romániában.

## Leírása
A Kis-Nyárád a Görgényi-havasokhoz tartozó 1080 m magas Bekecs nyugati oldalán ered, ahol kezdetben Sugó pataknak nevezik. A közeli Nyárádmagyarósnál azonban már a Kis-Nyárád nevet veszi fel. A patak a Bekecsalja nevű kistájon halad át, s Nyárádszereda város területén folyik össze a Nagy-Nyáráddal. Az összeömlés után a folyóvíz Nyárád néven folytatja útját.
15 km hosszúságú folyása alatt a jobb oldali mellékvizei a Bere- és Egres- vagy Kendő-patakok, bal oldali mellékvizei a Nyíres- és Seprőd-patakok.
A Kis-Nyárád, a Nagy-Nyárád illetve az összefolyástól kezdve a Nyárád vízgyűjtő területe együtt alkotja a Nyárádmente tájegységet.